# Божји оклоп
Божји оклоп (кин: 龍兄虎弟) је хонгконшка акциона комедија из 1986. године, режисера и сценаристе Џекија Чена, који такође тумачи главну улогу. У осталим улогама су Алан Там, Лола Форнер и Розамунд Кван. Филм је настао у хонгконшко-југословенској продукцији, а добар део филма снимљен је на хрватским и словеначким локацијама.
Филм обухвата Ченов кунг фу, комедију и каскаде, уз теме у стилу Индијана Џоунс филмова. Чен се озбиљно повредио током снимања овог филма, приликом снимања релативно рутинске каскаде; скочио је на дрво, али грана за коју се ухватио је пукла и приликом пада је оштетио лобању.
У време изласка је постао најуспешнији хонгконшки филм по заради икада, зарадивши преко 16 милиона долара. Прати га наставак Божји оклоп 2: Операција Кондор из 1991. године.

## Радња
Џеки је бивши популарни певач који је постао плаћеник. Његову некадашњу девојку, Лорелај, киднаповао је зли култ који жели да се докопа тзв. Божијег оклопа. Он се састоји од пет делова, од којих су два у власништву култа, а преостала три дела поседује богати колекционар Банон. Џеки је приморан да замоли Банона да му позајми његова три дела, тако што му обећава да ће донети и преостала два.

## Улоге
| Глумац           | Улога               |
| ---------------- | ------------------- |
| Џеки Чен         | Џеки „Азијски Соко” |
| Алан Там         | Алан                |
| Лола Форнер      | Меј Банон           |
| Розамунд Кван    | Лорелај             |
| Божидар Смиљанић | гроф Банон          |